# Jofre Bardolet i Casadevall
Jofre Bardolet i Casadevall (Vic, 1999) és un compositor i director català de música clàssica. Es va educar al conservatori local i més tard a l'ESMUC. El 2024 va guanyar el Premi Joves Talents de La Confederació Sardanista de Catalunya.
La seva creació s'ha centrat en la sardana i la música clàssica, amb l'òpera neo-mozartiana Ferides, estrenada al 2021 a Vic. Ha fundat i dirigeix la Camerata de Música de Catalunya (CMC).